# Mill Spring
Mill Spring és una població dels Estats Units a l'estat de Missouri. Segons el cens del 2000 tenia 219 habitants.

## Demografia
Segons el cens del 2000, Mill Spring tenia 219 habitants, 81 habitatges, i 55 famílies. La densitat de població era de 402,6 habitants per km².
Dels 81 habitatges en un 30,9% hi vivien nens de menys de 18 anys, en un 45,7% hi vivien parelles casades, en un 13,6% dones solteres, i en un 30,9% no eren unitats familiars. En el 24,7% dels habitatges hi vivien persones soles el 16% de les quals corresponia a persones de 65 anys o més que vivien soles. El nombre mitjà de persones vivint en cada habitatge era de 2,7 i el nombre mitjà de persones que vivien en cada família era de 3,13.
Per edats la població es repartia de la següent manera: un 28,8% tenia menys de 18 anys, un 8,7% entre 18 i 24, un 24,2% entre 25 i 44, un 17,8% de 45 a 60 i un 20,5% 65 anys o més.
L'edat mediana era de 37 anys. Per cada 100 dones de 18 o més anys hi havia 97,5 homes.
La renda mediana per habitatge era de 22.750 $ i la renda mediana per família de 26.389 $. Els homes tenien una renda mediana de 18.125 $ mentre que les dones 14.063 $. La renda per capita de la població era de 9.723 $. Entorn del 13,5% de les famílies i el 22,7% de la població estaven per davall del llindar de pobresa.

## Poblacions més properes
El següent diagrama mostra les poblacions més properes.